# Cycling for fun
Cycling For Fun (ou CFF) é um jogo online de simulação de ciclismo.

## Descrição
O jogo teve a sua origem em Espanha e tem tido uma grande adesão por parte de todos aqueles que gostam de ciclismo e/ou de jogos online.
Nele, os usuários são os directores desportivos de uma equipa, onde ele pode controlar o plantel, definir quais ciclistas participarão nas diferentes corridas e/ou etapas, efetuar a gestão dos treinos, assim como a organização de toda a equipa técnica que o ajudará a triunfar no jogo.
Apesar da grande adesão e da simplicidade do jogo, o mesmo acabou por desaparecer ficando o Website oficial indisponível e não existe de momento nenhum jogo semelhante a este.